# Vriesea michaelii
Vriesea michaelii là một loài thuộc chi Vriesea. Đây là loài bản địa của Brasil.